# Laudals kommun
Laudals kommun (norska: Laudal kommune) var en kommun i Vest-Agder fylke i södra Norge. Kommunen omfattade ett område i den norra delen av nuvarande Lindesnes kommun. Byn Laudal utgjorde kommunens centralort.

## Administrativ historik
Laudals kommun upprättades den 1 januari 1899 när den dåvarande kommunen Øyslebø og Laudal delades i två och de båda kommunerna Øyslebø respektive Laudal bildades. Kommunen hade 836 invånare vid upprättandet.
Den 1 januari 1964 gick kommunen, tillsammans med delar av kommunerna Bjelland, Finsland och Øyslebø, upp i den då nybildade Marnardals kommun (sedan den 1 januari 2020 en del av Lindesnes kommun). Kommunens hade då 560 invånare.